# Siège de Khost
Guerre d'Afghanistan
Le siège de Khost est un siège de la guerre d'Afghanistan et de la subséquente guerre civile d'Afghanistan qui dura plus de onze ans. La piste d'atterrissage de 3 km de la ville servit de base aux forces soviétiques pour leurs opérations héliportées.
L'opération Magistral est lancée fin 1987 pour soulager la ville, les premiers convois atteignent Khost fin décembre 1987. Lorsque la majeure partie des forces soviétiques se retire, les moudjahidines assiègent de nouveau la ville comme ils l'ont fait depuis 1981.
À la suite de la création du commandement de la choura qui unifia l'unité islamique des moudjahidines d'Afghanistan (en), un assaut coordonné fut mené pour capturer Khost. Selon l'envoyé spécial Peter Tomsen, celui-ci fut en réalité plus une opération de l'Inter-Services Intelligence (ISI) que des moudjahidines. Des forces du Hezb-e-Islami Gulbuddin de Gulbuddin Hekmatyar, de Jalaluddin Haqqani et des tribus Ahmadzai locales menées par Mohammad Nabi Mohammadi y prirent part conjointement. Les Ahmadzai furent capables de mener l'assaut après que Hezb-e Islam et Haqqania subirent des revers et capturent finalement la ville en négociant la reddition de la garnison, résultant en leur victoire le 11 avril 1991.